# Шрам Віктор
Шрам Віктор (нар. 1885, с. Вільхова Ліського повіту, тепер Кросненське воєводство, Польща — 1958, Познань, Польща) — етнограф, краєзнавець, публіцист.

## Життєпис
Після закінчення Яґеллонського університету захистив (1917) докторську дисертацію «Ліський повіт. Колонізація і господарство до початку XVII ст.». Був професором Познанського університету, редагував «Рочнік наук рольнічих і лєсьних».
У 1939—45 рр. перебував у рідному селі, де продовжував дослідницьку працю з історії та побуту місцевих лемків. Його етнографічні праці про лемків (рукописи) становлять велику наукову вартість. В архіві вченого (закуплений у 1963 р. архівом ПАН) є численні записи про село Вільхову, зокрема про господарські процеси, знаряддя виробництва, будівництво лемківських хат. Зробив опис селянської садиби, народних промислів. Цікавим є опис курної хати з відкритим вогнищем на припічку, спосіб приготовлення їжі.
Дослідник описав також весільні звичаї лемків, обжинки з плетінням обжинкового вінка з колосся, квітів, галузок малини. У 1958 р. у Варшаві вийшла його праця «Народні весільні звичаї в селах долини Гачівки і Тарнавки Сяніцької землі».